# Kokkosaari (ö i Norra Österbotten, Uleåborg)
Kokkosaari är en ö i Finland. Den ligger i Ule älv och i kommunen Uleåborg i den ekonomiska regionen  Uleåborgs ekonomiska region  och landskapet Norra Österbotten, i den centrala delen av landet, 500 km norr om huvudstaden Helsingfors. Öns area är 0,9 hektar och dess största längd är 240 meter i sydöst-nordvästlig riktning.